# Grand Prix de France (cyclisme)
Le Grand Prix de France est une course cycliste française, courue contre-la-montre, créée en 1952. Il était réservé aux coureurs "amateurs", puis aux "espoirs". Il fut disputé sans interruption jusqu'en 1996. Après une quarante-sixième et ultime édition en 1998, il a disparu du calendrier des compétitions cyclistes.

## Organisation
Le Grand Prix de France, ou GP de France est créé en 1952 par le journaliste et organisateur de courses cycliste Jean Leulliot. Jusqu'en 1965, date de création du Grand Prix des Nations (amateurs), le Grand Prix de France est la seule compétition contre-la-montre où les coureurs "amateurs" et "indépendants" puissent exprimer leur qualité de "rouleur" sur une longue distance.
Si la première édition était longue de 82 kilomètres, la distance à parcourir en 1955 fut de 107 kilomètres. C'est la plus longue distance dans l'histoire de cette course dont il est dit que c'était « l'antichambre des Nations ».
Le lieu où se disputait le Grand Prix de France a régulièrement changé. Le premier Grand Prix s'est disputé à Saint-Étienne (Loire)

## Faits marquants
- Lorsque Jacques Anquetil ouvre le palmarès de l'épreuve, la distance est de 82 kilomètres. Il les couvre en 2 heures 16 minutes et 41 secondes, soit une moyenne de 36,418 km/h.
- L'année suivante Albert Bouvet n'a que 70 kilomètres à accomplir. La moyenne monte fort logiquement à 41,160 km/h.
- En 1955, la victoire de Gérard Saint se déroule sur 107 kilomètres. Il les accomplit à la moyenne de 36,903 km/h.
- Le club AC Sotteville-lès-Rouen (Seine-Maritime) accumule les victoires durant les 15 premières années : Jacques Anquetil (1952), Alphonse Legagneur (1957), Jacques Ricque (1958), Peter Hill (1965). La Normandie fournit d'autres vainqueurs : Gérard Saint (du VC Argentan), Michel Béchet (du VC Fécamp), Jean-Louis Quesne (du SCC Rouen). Le club de Jacques Anquetil fournit un autre vainqueur, en 1976, en la personne de Christian Lefèbvre
- À partir de 1965, deux Grands Prix contre-la-montre sont organisés. Comme ils sont espacés d'une quinzaine de jours, plusieurs coureurs tentent le doublé ("GP de France-GP "Nations") mais peu y parviennent : Gilbert Bischoff en 1975, Graham Jones en 1978, Francisque Teyssier, en 1992.
- Réduite une première fois aux environs de 60 kilomètres à partir de 1959, la distance du parcours diminue à compter de 1969 à environ 50 kilomètres.
- Trois coureurs ont réalisé le doublé de la victoire : Michel Béchet (Clubs VC Fécamp puis ACBB) vainqueur en 1959 et 1962 ; Patrick Perret (club : AS-PTT Besançon), vainqueur en 1973 et 1974 ; Pascal Lance (club AS PTT Nancy), vainqueur en 1986 et 1987.
- Le plus grand écart de temps entre le vainqueur et son second est réalisé lors de la première édition, en 1952. Le jeune Jacques Anquetil, paré du maillot de champion de France amateur, titre qu'il a conquis peu de semaine auparavant, et médaillé de bronze aux Jeux olympiques d'Helsinki (par équipes), triomphe sur les routes de la région stéphanoise, avec 5 minutes et 2 secondes d'avance sur le presque régional Pierre Ruby (originaire de la banlieue lyonnaise), qui fera ensuite une bonne carrière chez les professionnels. Le troisième est relégué à 6 minutes et 46 secondes[4].
- La deuxième performance en matière d'écart entre le vainqueur et son premier challenger est détenue par Gérard Saint, qui triomphe en 1955 avec 3 minutes, et 18 secondes sur Gérard Thiélin. Sur le parcours le plus long de toutes les éditions, le Grand Prix de France met en lumière un des meilleurs rouleurs français.
- Pour la période plus récente les écarts sont nettement moins grands. Ainsi, Stephen Roche, en 1980, à Saint-Priest (Rhône), remporte l'épreuve avec 5 secondes d'avance sur Sean Yates. Mais déjà en 1960, Joseph Velly, parrainé par Louison Bobet, n'avait mis que 6 secondes entre lui et un prometteur jeune Normand de l'AC Sotteville, du nom de Jean Jourden. Et en 1961, seule une seconde sépare le vainqueur, Jean-Claude Le Hec de son suivant le Belge Marcel Leboutte. 
A contrario, en 1971, le Néerlandais Fedor den Hertog distance son dauphin pourtant réputé, Régis Ovion, de 2 minutes et 35 secondes sur les routes vendéennes autour de Merlin-Plage[5].

## Palmarès du GP de France
| Année | Distance | Vainqueur              | Âge     | Deuxième              | Troisième            |
| 1952  | 82,6 km  | Jacques Anquetil       | 18 ans  | Pierre Ruby           | Charles Degrande     |
| 1953  | 70 km    | Albert Bouvet          | 23 ans  | Pierre Delamésière    | Noël Chavy           |
| 1954  | 84 km    | Gilbert Ruel           | 20 ans  | Gérard Saint          | Jean Mosello         |
| 1955  | 107 km   | Gérard Saint           | 20 ans  | Gérard Thiélin        | Michel Vermeulin     |
| 1956  | 84 km    | Michel Vermeulin       | 22 ans  | Joseph Wasko          | Orphée Meneghini     |
| 1957  | 87 km    | Alphonse Legagneur     | 23 ans  | Julien Arne           | Alfred Gratton       |
| 1958  | 68 km    | Jacques Ricque         | 24 ans  | René Delamaire        | Jacques Simon        |
| 1959  | 60 km    | Michel Béchet          | 18 ans  | Claude Sauvage        | Claude Delamain      |
| 1960  | 50 km    | Joseph Velly           | 22 ans  | Jean Jourden          | Giacomo Fornoni      |
| 1961  | 54 km    | Jean-Claude Le Hec     | 21 ans  | Marcel Leboutte       | Albert Baldasseroni  |
| 1962  | 57 km    | Michel Béchet          | 21 ans  | Peter Crinnion        | Roger Milliot        |
| 1963  | 61 km    | Jean Dumont            | 20 ans  | Raymond Delisle       | Charles Rigon        |
| 1964  | 62 km    | Jean-Louis Quesne      | 21 ans  | Roger Pingeon         | Désiré Letort        |
| 1965  | 75 km    | Peter Hill (en)        | 20 ans  | Luis Ocaña            | Philippe Lacheray    |
| 1966  | 47 km    | Siegfried Adler (de)   | 23 ans  | Henri Heintz          | Serge Pacary         |
| 1967  | 69 km    | Peter Head             | 21 ans  | Daniel Rebillard      | Jean-Claude Genty    |
| 1968  | 64 km    | Bernard Thévenet       | 20 ans  | Jacky Chan-Tsin       | Gérard Moneyron      |
| 1969  | 50 km    | Leif Mortensen         | 23 ans  | Bernard Thévenet      | Joop Zoetemelk       |
| 1970  | 52 km    | Jean-Claude Largeau    | 21 ans  | Jorgen Schmidt        | Claude Aigueparses   |
| 1971  | 58 km    | Fedor den Hertog       | 25 ans  | Régis Ovion           | Henri-Paul Fin       |
| 1972  | 46,5 km  | Phil Bayton (en)       | 22 ans  | Henri-Paul Fin        | Marcel Duchemin      |
| 1973  | 56 km    | Patrick Perret         | 20 ans  | Gilbert Bischoff (de) | Tord Filipsson       |
| 1974  | 55 km    | Patrick Perret         | 21 ans  | Michel Laurent        | Cédric Vasseur       |
| 1975  | 54 km    | Gilbert Bischoff (de)  | 24 ans. | Harry Vilfaikis       | Jacques Desportes    |
| 1976  | 51 km    | Christian Lefebvre     | 25 ans  | Alain De Carvalho     | Christian Muselet    |
| 1977  | 40 km    | Juan Argudo            | 23 ans  | Frédéric Brun         | Paul Sherwen         |
| 1978  | 47,2 km  | Graham Jones           | 20 ans  | Jean-Pierre Cabare    | Joël Soudais         |
| 1979  | 43 km    | Hans Erik Ørsted       | 25 ans  | Johnny Broers         | Tony Doyle           |
| 1980  | 49 km    | Stephen Roche          | 21 ans  | Sean Yates            | Régis Clère          |
| 1981  | 53,5 km  | Sean Yates             | 21 ans  | Claude Moreau         | Martial Gayant       |
| 1982  | 53 km    | Dave Akam (en)         | 22 ans  | Alain Renaud          | Philippe Saudé       |
| 1983  | 58 km    | Robert Forest          | 22 ans  | Philippe Bouvatier    | Éric Dudoit          |
| 1984  | 64 km    | Joël Pelier            | 22 ans  | Patrice Esnault       | Bruno Huger          |
| 1985  | 60 km    | Kari Myyryläinen       | 22 ans  | Sören Lilholt         | Stephan Joho         |
| 1986  | 48,6 km  | Peter Gylling          | 24 ans  | Thierry Laurent       | Pascal Lance         |
| 1987  | 52 km    | Pascal Lance           | 23 ans  | Peter Meinert         | Tom Dalkvist         |
| 1988  | 66,5 km  | Pascal Lance           | 24 ans  | Jean-Michel Lance     | Christophe Capelle   |
| 1989  | 59 km    | Chris Boardman         | 21 ans  | Marko Jeletich        | Peter Meinert        |
| 1990  | 63 km    | Clayton Stevenson (en) | 22 ans  | Michael Andersson     | Bjørn Stenersen      |
| 1991  | 58 km    | Hervé Garel            | 24 ans  | Stéphane Heulot       | Jean-Pierre Bourgeot |
| 1992  | 65,8 km  | Francisque Teyssier    | 23 ans  | Jan Karlsson          | Jean-Michel Lance    |
| 1993  | 70,8 km  | Jean-François Bresset  | 27 ans  | Hervé Boussard        | Martial Locatelli    |
| 1994  | 61 km    | Bert Roesems           | 22 ans  | Christophe Moreau     | Grégory Ageorges     |
| 1995  | 55 km    | Stéphane Conan         | 23 ans  | Cyril Sabatier        | Michael Rich         |
| 1996  | 64 km    | Guillaume Destang      | 26 ans  | Jérôme Le Royer       | Simon Steiner        |
| 1998  |          | Florent Brard          | 22 ans  | Willy Viard           | Marek Leśniewski     |

## Sources
- Période 1952-1961 : Cahier de l'Équipe, no 13, avril-mai 1962.
- Période 1962-1970 : Miroir du cyclisme, no 135, octobre 1970, la rubrique tenue par Robert Descamps publie le palmarès de tous les "Grand Prix contre-la-montre" : GP des Nations, Grand Prix de Lugano, Grand Prix de Genève, Grand Prix de Forli, GP de  France. Il oublie cependant ...le Grand Prix des Nations (amateurs).
- De 1971 à 1998....Livres d'or annuels des magazines cyclistes : Miroir du cyclisme, Le Cycle, L'Équipe-Cyclisme magazine, Vélo magazine. Ainsi que l'Année du cyclisme de Pierre Chany et les annuaires Velo, de René Jacobs et alii.